# フォレストシティ (メイン州)
フォレストシティ (Forest City) は、アメリカ合衆国メイン州ワシントン郡の集落、非法人地域。フォレストシティ郡区 (Forest City Township) の最北端に位置している。
1930年の調査を最後に、アメリカ合衆国国勢調査はフォレストシティ単体での人口を発表していない。1995年時点で通年定住している人口は10人、2010年時点では通年定住人口5人、夏季の人口は25人から30人と報じられている。
この集落は、カナダ＝アメリカ合衆国国境を挟んで隣接するカナダニューブランズウィック州側のフォレストシティと同名という、あまり例のない区分がおこなわれており、両者は、フォレストシティ国境検問所を介してつながっている。
この集落には、フォレストシティ国境検問所と、チプトネティクック湖の湖水郡に臨む小規模な貯水管理用のダムがある。ふたつのフォレストシティは、同じバプテスト教会と墓地を利用しているが、いずれもニューブランズウィック州側に位置している。